# Wietnam na Letnich Igrzyskach Olimpijskich 2008
Wietnam na Letnich Igrzyskach Olimpijskich 2008 reprezentowało 13 zawodników (7 mężczyzn i 6 kobiet) w 8 dyscyplinach.
Był to 13. start reprezentacji Wietnamu na letnich igrzyskach olimpijskich.

## Zdobyte medale
| Medal  | Zawodnik       | Dyscyplina sportowa  | Konkurencja   |
| ------ | -------------- | -------------------- | ------------- |
| Srebro | Hoàng Anh Tuấn | Podnoszenie ciężarów | 56kg mężczyzn |